# Frankfurt-Höchst Farbwerke
Frankfurt-Höchst Farbwerke (niem: Bahnhof Frankfurt-Höchst Farbwerke) – stacja kolejowa we Frankfurcie nad Menem, w kraju związkowym Hesja, w Niemczech. Należy do sieci S-Bahn Ren-Men. Nazwa została utrzymana pomimo rozwiązania firmy Hoechst AG, ale została zmieniona z Farbwerke Hoechst na Höchst Farbwerke.